# Province centrale (Papouasie-Nouvelle-Guinée)
Pour les articles homonymes, voir Province centrale.
La province centrale est une province de la Papouasie-Nouvelle-Guinée appartenant à la région Papouasie. Le chef lieu de cette province est Port Moresby, bien que la ville ne soit pas située dans cette province mais dans le district de la Capitale nationale.